# 原岡山日本海軍航空隊宿舍群 (樂群村)
原岡山日本海軍航空隊宿舍群（樂群村），為高雄市岡山區的日式宿舍群，原為岡山高雄海軍航空隊的高階軍官宿舍，戰後成為岡山空軍訓練司令部司令、副司令和接收要員等將官的官邸，稱為「樂群村」。全區共有35棟建物，其中編號A1至A16的宿舍於2010年登錄為高雄市市定古蹟，編號B1至B10的宿舍於2010年登錄為歷史建築，2023年8月中華民國文化部核准高雄市文化局提議將樂群村登錄為聚落建築群，同步廢止原文資類別，使樂群村成為高雄首處聚落建築群。

## 介紹
1939年12月1日，位於高雄州岡山街的「高雄飛行場」啟用，最初以民航使用為主。1937年12月，由於對華戰爭需求，開始籌設高雄海軍航空隊，1938年4月，高雄海軍航空隊正式設立，成立之初以九六式陸上攻擊機為主力機種，隨即轉戰各地，4月27日轟炸福州，6月28日參與南昌攻略作戰，9月13日轟炸柳州，9月17日轟炸桂林，9月28日轟炸昆明，10月14日支援廣東攻略作戰。1939年6月18日支援汕頭攻略作戰。直到1940年1月1日，高雄海軍航空隊才真正進駐高雄飛行場，並於同年開始興建宿舍。但當年5月1日又被編入第一聯合航空隊，11月15日開始參加對中南半島的侵略作戰，進駐越南河內。1941年7月，駐防漢口，7月27日轟炸成都，也是換裝一式陸上攻擊機後的首戰。直到1941年9月，才又再次回到岡山的高雄飛行場，12月8日太平洋戰爭爆發當天，高雄海軍航空隊一式陸攻27機出擊，協同台南海軍航空隊零戦、鹿屋海軍航空隊一式陸攻27機、海軍第3航空隊零戦54機，跨海轟炸美軍在菲律賓呂宋島的基地，至隔年1月24日期間，高雄海軍航空隊屢次跨海出擊，轟炸菲律賓各美軍港灣、船舶、基地，全力支援對美作戰。
在上述期間的1941年10月，第61海軍航空廠也在岡山成立，成為當時臺灣最大的飛機裝配廠。而宿舍群在這期間由第11航空艦隊與第23航空戰隊的軍官使用。1942年，高雄海軍航空隊轉戰南洋各地，1942年10月，原高雄海軍航空隊番號改為第753海軍航空隊，除了陸上攻擊機，也配屬零戰，並進駐新幾內亞，後持續在南洋諸島作戰，直到1944年7月消耗殆盡解散。前述期間的1943年8月，高雄警備府成立，第11航空艦隊被改編為海軍第14聯合航空隊，司令部就在岡山基地。在第753海軍航空隊成立後次月，即1942年11月，日本海軍又成立了第二代的高雄海軍航空隊，主要負責訓練任務以及台灣附近的對潛哨戒任務，主要配屬機種為零戰與九六式陸上攻擊機，到了1944年8月第二高雄海軍航空隊成立，配屬機種為川西九三式中間練習機，成為教育訓練單位。但隨著戰局惡化，隨即被編入為海軍第二航空艦隊所屬部隊第21航空戰隊，負責基地防衛警戒任務，同時被編入的還有第一四一海軍航空隊、第二二一海軍航空隊、第三四一海軍航空隊、第七六二海軍航空隊、第七六三海軍航空隊等單位，負責"絕對國防圈"外圍的菲律賓－台灣戰線，其中的第三四一海軍航空隊，曾於1944年8月抽調部分兵力作為派遣隊進駐岡山的高雄飛行場，所轄的紫電局地戰機參與了1944年10月著名的"台湾沖航空戦"。1945年8月15日，日本宣布投降，二戰結束。
戰後，岡山海軍航空基地成為空軍訓練司令部基地，1949年，空軍訓練司令部附設岡山空軍子弟學校與岡山空軍醫院相繼成立，空軍通信學校也在岡山復校。在國民政府遷台後，岡山成為了以空軍為主的眾多眷村聚集地，原岡山海軍航空隊宿舍則由司令部將官與其他空軍眷屬使用，樂群村的眷戶最多曾達53戶。隨著《國軍眷村改建條例》通過，岡山勵志新城於2007年落成，樂群村眷戶則逐漸遷出。2010年，共26棟建築被列為高雄市文化資產，高雄市政府計畫將其修復活化。